# Olràit! Mao sogna Celentano e gliele canta
Olràit! Mao sogna Celentano e gliele canta è il secondo romanzo del cantautore italiano Mao, pubblicato dalla casa editrice Arcana Edizioni il 15 maggio 2013.
Il libro si chiude con la tesi dell'autore Silvia non è morta è ritornata dal canale - Lettura di Yuppi du, con cui si è laureato in Storia e Critica del Cinema presso la Facoltà di Lettere e Filosofia dell'Università degli Studi di Torino sotto la supervisione del Prof. Dario Tomasi.

## Sinossi
«Diciamo che tra colleghi ci si parla, nella realtà e nel sogno. Non puoi aspettarti una biografia: è nato lì, ha fatto questo... Come puoi afferrare il senso di un artista se ti attieni unicamente alla fredda cronaca? Dove non arrivano i fatti, arrivano la fantasia, l'immaginazione, perfino la letteratura. E così, questo è un libro che racconta gli incontri dell'autore con il grande Adriano. Scene oniriche, suggestioni, vere e proprie ossessioni che transitano attraverso la figura del Molleggiato, in uno zibaldone di situazioni che se fosse un film passerebbe da Provaci ancora Sam a La dolce vita. Un po' romanzo autobiografico, un po' viaggio cialtronesco, “Olràit!” è l’autentico resoconto di una passione che dura da una vita.».

## Edizioni
- 2013 - Mauro "Mao" Gurlino, Olràit! Mao sogna Celentano e gliele canta, Arcana Edizioni, Roma, Italia, pp. 187, ISBN 9788862312219